# دوري السوبر الصيني
دوري السوبر الصيني (الصينية المبسطة : 中国足球协会超级联赛 ؛ الصينية التقليدية : 中国足球协会超级联赛 ؛ بينيين : تشونغهوا Zúqiú Xiéhuì Chāojí Liánsài) معروف الإنجليزية CSL هو أعلى دوري لكرة القدم في الصين هو تحت رعاية الاتحاد الصيني لكرة القدم عدد النوادي في أول سنة كان 12 وفي السنة الثانية أصبح 16 فريقاً. يُعتبر غوانزو المعروف سابقاً باسم غوانزو إيفرغراند هو الأكثر تتويجاً بلقب دوري السوبر برصيد 9 ألقاب يليه شاندونغ تايشان برصيد لقبين فقط.
تُوج ووهان ثري تاونز بلقب موسم 2022 محققاً الإنجاز للمرة الأولى في تاريخه.

## سجل الأبطال
- 2004: شينجن جيانليباو (1)
- 2005: داليان شيده (1)
- 2006: شاندونغ لونينغ (1)
- 2007: تشانغتشون ياتاي (1)
- 2008: شاندونغ لونينغ (1)
- 2009: بكين غوان (1)
- 2010: غوانزو إيفرغراند (1)
- 2011: غوانزو إيفرغراند (2)
- 2012: غوانزو إيفرغراند (3)
- 2013: غوانزو إيفرغراند (4)
- 2014: غوانزو إيفرغراند (5)
- 2015: غوانزو إيفرغراند (6)
- 2016: غوانزو إيفرغراند (7)
- 2017: غوانزو إيفرغراند (8)
- 2018: شانغهاي إس آي بي جي (1)
- 2019: غوانزو إيفرغراند (9)
- 2020: جيانغسو سونينغ (1)
- 2021: شاندونغ تايشان (2)
- 2022: ووهان ثري تاونز (1)
- 2023: شانغهاي إس آي بي جي (2)
- 2024: شانغهاي إس آي بي جي (3)